# Tidarren sisyphoides
Tidarren sisyphoides är en spindelart som först beskrevs av Charles Athanase Walckenaer 1842.  Tidarren sisyphoides ingår i släktet Tidarren och familjen klotspindlar. Inga underarter finns listade i Catalogue of Life.